# Ancier
Ancier é uma comuna francesa na região administrativa de Borgonha-Franco-Condado, no departamento de Alto Sona. Estende-se por uma área de 4,42 km². Em 2010 a comuna tinha 510 habitantes (densidade: 115,4 hab./km²).